# Chałubińskiego 8
Oxford Tower là một tòa nhà chọc trời nằm ở Warsaw (trước đây gọi là Twardej hoặc Elektrim) nằm trên đường 8 Chałubiński bên cạnh tòa nhà chọc trời Centrum LIM.
Tòa nhà được xây dựng từ năm 1975 đến 1978, từ thiết kế của Jerzy Skrzypczak, H. wiergocka-Kaim và Wojciech Grzybowski. Tòa nhà chọc trời là một tòa nhà màu xanh trắng với kiểu dáng được thiết kế và được xây dựng để thu hút du khách quốc tế. Một tòa nhà thứ hai tương tự, được gọi là Intraco 1, được xây dựng vài năm trước đó và nằm ở Phố Stawki.
Tòa nhà Oxford Tower là một trong những tòa nhà đầu tiên, cùng với Khách sạn Forum (nay là Novotel Warszawa Centrum) và Intraco 1, là một vài trong các tòa nhà chọc trời ở Warsaw. Tòa nhà chọc trời là một phần của cái gọi là Center West; được xây dựng để che giấu, và do đó làm suy yếu sự thống trị của Cung Văn hóa và Khoa học trước đó. Tháp Oxford bao gồm không gian văn phòng hạng B, nơi đặt văn phòng của các công ty như Citibank Handlowy, Minex, Grappahl, Arlingtonervice và nhà đầu tư AV Polferries. Trụ sở của Elektrim trước đây cũng nằm trong tòa nhà này nhưng hiện giờ đã được chuyển đi nơi khác